# Миодраг Петровић (пилот)
Миодраг Петровић (Алексинац, 1902 — Цирих, 19. мај 1960), познат и као Миле Луди, био је српски пилот. Отац Димитрије штројач, а мајка Милка домаћица, надимак му је био "Цига" а тек касније у току своје авијатичарске каријере добио је надимак Луди јер је више пута у ниском лету кружио изнад Алексинца. Малим аеропланом је пролетео испод Савског моста за опкладу и био под казном неколико месеци.

## Каријера
Био је ваздухопловни капетан и као добровољац борио се у РАФ-у,бранио је Београд 6. априла и у Априлском рату избегао је уништавање свог авиона, и управо тим авионом борио се у савезничкој авијацији. После рата живео је у Швајцарској, и као добротвор помагао Алексинац и свој родни крај. Била је сензација када га је мајка у осамдесетој години живота посетила у Швајцарској. У књизи историчара Зорана Стевановића "Историја Алексинца и околине од 1918 до 1942" доступна је једна Милетова фотографија са пријатељем трговцем Бранком Тимићем.